# Palača u Kulubi
Palača u gradu Kulubi, palača civilizacije Maja.
Palača je velikih dimenzija. Bila je visoka šest metara, duga 55 i šira 15 metara. Nalazi se na istoku Meksika u gradu Kulubi blizu Cancuna, na istoku arheološkog područja Kulube. Kulubá je ključno nalazište u meksičkoj državi Yucatanu iz vremena prije dolaska Španjolaca. Osim na poluotoku Yucatánu, Maje su bile nastanjene u Gvatemali, Belizeu i u Hondurasu u razdoblju vrhunca civilizacije Maja koje je bilo između 250. i 900. godine. Zasad se smatra da su palaču vjerojatno koristili pripadnici bogatijih Maja. Prema nađenim ostatcima bila je bila naseljena tijekom dvaju dugih razdoblja između 600. i 1050. godine. Otkrili su ju arheolozi koncem prosinca 2019. godine. Pronađene ruševine tek su početak, priopćili su iz Nacionalnog instituta za antropologiju i povijest (INAH), jer su tek počeli s otkrivanjem jedne od najvažnijih građevina u tom području. Meksički stručnjaci usporedno s radovima na palači istražuju i četiri kamene strukture na području poznatom kao “Grupa C”, koja je na središnjem trgu u Kulubi. Otkriveni su oltar, ostatci dviju stambenih građevina te okrugle strukture za koje vjeruju da su služile kao pećnice. Radi zaštite od negativnog utjecaja vjetra i sunca, konzervatori razmatraju pošumiti dijelove Kulube da bi zaštitili ovo povijesno važno mjesto.
U INAH-u kažu da arhitektura, keramika i tehnike murala u palači su slične onima u Unescovom mjestu svjetske baštine Chichen Itzi, majskom naselju na Yucatánu za koje se vjeruje da datira u 5. stoljeće.

## Vanjske poveznice
- (eng.) Mexico News Daily Archaeologists discover palace at Mayan city of Kulubá in Yucatán